# Patryk Wild
Patryk Edward Wild (ur. 30 lipca 1974 w Warszawie) – polski samorządowiec, wójt gminy Stoszowice w latach 2002–2006 oraz członek zarządu województwa dolnośląskiego w latach 2006–2008.

## Życiorys
W 1993 ukończył IX LO im. Klementyny Hoffmanowej w Warszawie, a następnie studia na Wydziale Architektury Politechniki Warszawskiej. Był ponadto stypendystą na zagranicznych uczelniach takich jak: Technische Universität Berlin i University Birmingham.
W 2002 kandydował w pierwszych bezpośrednich wyborach na wójta gminy Stoszowice, wygrywając w I turze z wynikiem 75% głosów. W trakcie kadencji doprowadził do opracowania programu rewitalizacji Srebrnej Góry. W 2006 nie ubiegał się o reelekcję. Uzyskał natomiast mandat radnego sejmiku dolnośląskiego z listy Platformy Obywatelskiej. Został następnie powołany na stanowisko członka zarządu województwa. Odwołano go w 2008, odszedł wówczas z PO, współtworząc później lokalne stowarzyszenie polityczne Dolny Śląsk XXI (do 2010 odłam Polski XXI, w 2011 przemianowane na Obywatelski Dolny Śląsk). Objął stanowisko koordynatora projektów w spółce Wrocławskie Inwestycje, w 2009 został członkiem zarządu Miejskiego Przedsiębiorstwa Komunikacyjnego we Wrocławiu.
Był przewodniczącym klubu radnych Dolnego Śląska XXI. W 2010 ponownie wybrany na radnego województwa (z listy KWW Rafała Dutkiewicza). Kandydował także bezskutecznie na urząd prezydenta Wałbrzycha, przegrywając w pierwszej turze wyborów. W sejmiku ponownie stanął na czele klubu radnych DŚ XXI (i po przemianowaniu ODŚ). W 2011 wystartował w przeprowadzonych po rezygnacji Piotra Kruczkowskiego przedterminowych wyborach na prezydenta miasta, które w pierwszej turze wygrał Roman Szełemej. W tym samym roku bez powodzenia kandydował do Senatu. Mandat radnego utrzymał także w 2014 z listy KWW Bezpartyjni Samorządowcy. W wyborach prezydenckich w 2015 został pełnomocnikiem komitetu Pawła Kukiza na powiat ząbkowicki. W tym samym roku współtworzył KWW JOW Bezpartyjni, rejestrując się jako kandydat tej inicjatywy do Sejmu. Ostatecznie zrezygnował jednak z kandydowania. 31 marca 2016 stanął na czele powołanego wówczas klubu radnych BS w sejmiku, który w koalicji z PSL przejął władzę w regionie. W lipcu tego samego roku (w wyniku poszerzenia koalicji o PO i SLD) wraz z innymi radnymi wybranymi z list BS odszedł z klubu (który przyjął potem inną nazwę). W 2018 jako kandydat Bezpartyjnych Samorządowców z powodzeniem ubiegał się o reelekcję do sejmiku. W 2019 był jednym z liderów ruchu Polska Fair Play. W grudniu 2022 zasiadał (jako przewodniczący) w istniejącym kilka dni klubie Dolnośląskiej Koalicji Samorządowej (należącej do Ogólnopolskiej Koalicji Samorządowej), reaktywowanym w maju 2023 pod nazwą Koalicja Samorządowa.